# FB-Kreuzklemm
Der FB-Kreuzklemm (auch nur FB-Knoten, bei der Bergwacht Bayern BW_Kreuzklemmknoten) ist nach dem FB-Bandklemmknoten ein vom Österreicher Franz Bachmann aus dem Kreuzklemmknoten weiterentwickelter Klemmknoten. Bachmann nutzt wieder wie schon beim FB-Bandklemmknoten die häufig störende Versteifung der Bandschlinge an der doppelten Naht als wesentliches Element des Knotens und verzichtet auf die mittels Sackstich gebildete kleine „Nahtschlinge“. Es ist der einfachste und wirkungsvollste Klemmknoten und zugleich mehr als ein vollwertiger Ersatz für den Tibloc, da er in beide Richtungen hält und das Seil nicht verletzt. Bei entgegengesetzter Belastung des FB-Kreuzklemm ergibt sich der FB-Retour, eine Variante des Klemmheists.

## Anwendung
Er dient zum Aufstieg an einem fixierten Seil, oder als Rücklaufsperre beim behelfsmäßigen Bau von Flaschenzügen. Mit einer 30 cm Dynemaschlinge 10 mm ist er die ideale Hintersicherung beim Abseilen.
Beim Bau einer Seilbrücke oder Seilbahn dient er zur Befestigung des Flaschenzuges am Tragseil. Der FB-Kreuzklemm ist geeignet, große Lasten aufzunehmen, ohne den Seilmantel zu beschädigen.

## Knüpfen
1. die doppelte Nahtverbindung mit einer Hand an das Fixseil halten
2. das freie Ende der Bandschlinge gegen die vorgesehene Richtung der Klemmwirkung zwei- oder dreimal um das Seil wickeln (Beim Abseilen nach oben wickeln, beim Aufsteigen nach unten wickeln)
3. von dort aus wird die Schlinge um eine vollständige Windung nach unten gewickelt und das Ende durch die Öffnung an der Nahtverbindung gesteckt.

## Vorteile
Der FB-Kreuzklemm ist wegen der doppelten Nahtverbindung der Bandschlinge dem Prusikknoten in drei Punkten überlegen. Die offene Nahtschlinge
- erleichtert das Durchschlaufen

und bewirkt, dass
- bei Belastung die Klemmwirkung des Knotens voll zur Geltung kommt und er sogar auf Stahlseilen hält,
- bei Entlastung der Knoten sofort gelöst ist und leicht verschoben werden kann.

Zusammengefasst: der FB-Kreuzklemm ist sicher, leicht zu knüpfen und schnell zu lösen.

## Alternativen
- Zum Aufstieg am Seil mit Reepschüren wird meist noch der Prusikknoten verwendet. Allerdings haben die Bandschlingen die Reepschnüre in der persönlichen Schutzausrüstung (PSA) weitgehend verdrängt, so dass auch hier der FB-Kreuzklemm die „Leitungslösung“ darstellt.
- Als weitere, effektive Variante bietet sich bei der Verwendung von Bandschlingen auch der FB-Prusik an; er ist aber aufwendiger zu knüpfen als der FB-Kreuzklemm.
- Höhlenforscher, Seilzugangstechniker und andere verwenden mechanische Steigklemmen.
- Baumkletterer verwenden viele andere Klemmknoten
- Mit Handschuhen besonders gut verschiebbar ist der Karabinerklemmknoten.

## Varianten
- FB-Bandklemmknoten: Zu Beginn die Vernähung der Bandschlinge innerhalb einer Sackstichschlaufe knoten, sodass in Phase 3 (siehe Abbildung) die von oben kommende Schlinge durch eine Sackstichschlaufe gesteckt wird.[1]